# Hello, I'm Dolly
| Recensione   | Giudizio      |
| ------------ | ------------- |
| AllMusic     | [ 1 ]         |
| Sputnikmusic | 3.5 (Great) ( |

Hello, I'm Dolly è il primo album in studio della cantante statunitense Dolly Parton, pubblicato nel febbraio del 1967 dall'etichetta discografica Monument Records.

## Tracce
Lato A
1. Dumb Blonde – 2:27 (Curly Putnam) – Registrato il 23 settembre 1966 al Fred Foster Sound Studio di Nashville, Tennessee
2. Your Ole Handy Man – 2:09 (Dolly Parton) – Registrato tra il 1965 ed il 1967 al Fred Foster Sound Studio di Nashville, Tennessee
3. I Don't Want to Throw Rice – 2:22 (Dolly Parton, Bill Owens) – Registrato tra il 1965 ed il 1967 al Fred Foster Sound Studio di Nashville, Tennessee
4. Put It Off Until Tomorrow – 2:25 (Dolly Parton, Bill Owens) – Registrato nell'aprile del 1966 al Fred Foster Sound Studio di Nashville, Tennessee
5. I Wasted My Tears – 2:18 (Dolly Parton, Bill Owens) – Registrato nel settembre del 1964 al Fred Foster Sound Studio di Nashville, Tennessee
6. Something Fishy – 2:07 (Dolly Parton) – Registrato il 23 settembre 1966 al Fred Foster Sound Studio di Nashville, Tennessee

Lato B
1. Fuel to the Flame – 2:39 (Dolly Parton, Bill Owens) – Registrato tra il 1965 ed il 1967 al Fred Foster Sound Studio di Nashville, Tennessee
2. The Giving and the Taking – 2:25 (Dolly Parton, Bill Owens) – Registrato nell'aprile del 1966 al Fred Foster Sound Studio di Nashville, Tennessee
3. I'm in No Condition – 2:08 (Dolly Parton) – Registrato tra il 1965 ed il 1967 al Fred Foster Sound Studio di Nashville, Tennessee
4. The Company You Keep – 2:33 (Dolly Parton, Bill Owens) – Registrato tra il 1965 ed il 1967 al Fred Foster Sound Studio di Nashville, Tennessee
5. I've Lived My Life – 2:35 (Lola Jean Dillon) – Registrato il 23 settembre 1966 al Fred Foster Sound Studio di Nashville, Tennessee
6. The Little Things – 2:23 (Dolly Parton, Bill Owens) – Registrato nell'aprile del 1966 al Fred Foster Sound Studio di Nashville, Tennessee

## Musicisti
Dumb Blonde / Something Fishy / I've Lived My Life
- Dolly Parton - voce
- Altri musicisti non accreditati
- Fred Foster - produttore

Your Ole Handy Man / I Don't Want to Throw Rice / Fuel to the Flame / I'm in No Condition / The Company You Keep
- Dolly Parton - voce
- Altri musicisti non accreditati
- Fred Foster - produttore

Put It Off Until Tomorrow / The Giving and the Taking / The Little Things
- Dolly Parton - voce
- Altri musicisti non accreditati
- Fred Foster - produttore

I Wasted My Tears
- Dolly Parton - voce
- Boots Randolph - sassofono
- Altri musicisti sconosciuti
- Fred Foster - produttore

Note aggiuntive
- Fred Foster - produttore, fotografie
- Registrazioni effettuate al Fred Foster Sound Studio di Nashville, Tennessee
- Mort Thomasson - ingegnere delle registrazioni
- Tommy Strong - tecnico
- Ken Kim - art direction

## Classifica
Album
| Anno | Classifica         | Posizione raggiunta |
| ---- | ------------------ | ------------------- |
| 1968 | Top Country Albums | 11                  |

Singoli
| Anno | Titolo del brano | Classifica        | Posizione raggiunta |
| ---- | ---------------- | ----------------- | ------------------- |
| 1967 | Something Fishy  | Hot Country Songs | 17                  |
| 1967 | Dumb Blonde      | Hot Country Songs | 24                  |